# 里奇維爾 (明尼蘇達州)
里奇維爾（英語：Richville）是一個位於美國明尼蘇達州奧特泰爾縣的城市。

## 歷史
里奇維爾於1903年設立，得名自鐵路工程師沃森·威爾曼·里奇（Watson Wellman Rich），1904年升格為城市。里奇維爾的郵局自1904年起營運至今。

## 人口
根據2020年美國人口普查的數據，里奇維爾的面積為2.58平方千米，當中陸地面積為2.55平方千米，而水域面積為0.03平方千米。當地共有人口77人，而人口密度為每平方千米30人。